# 聖洛倫索 (山谷省)
13°022′N 87°016′W / 13.367°N 87.267°W

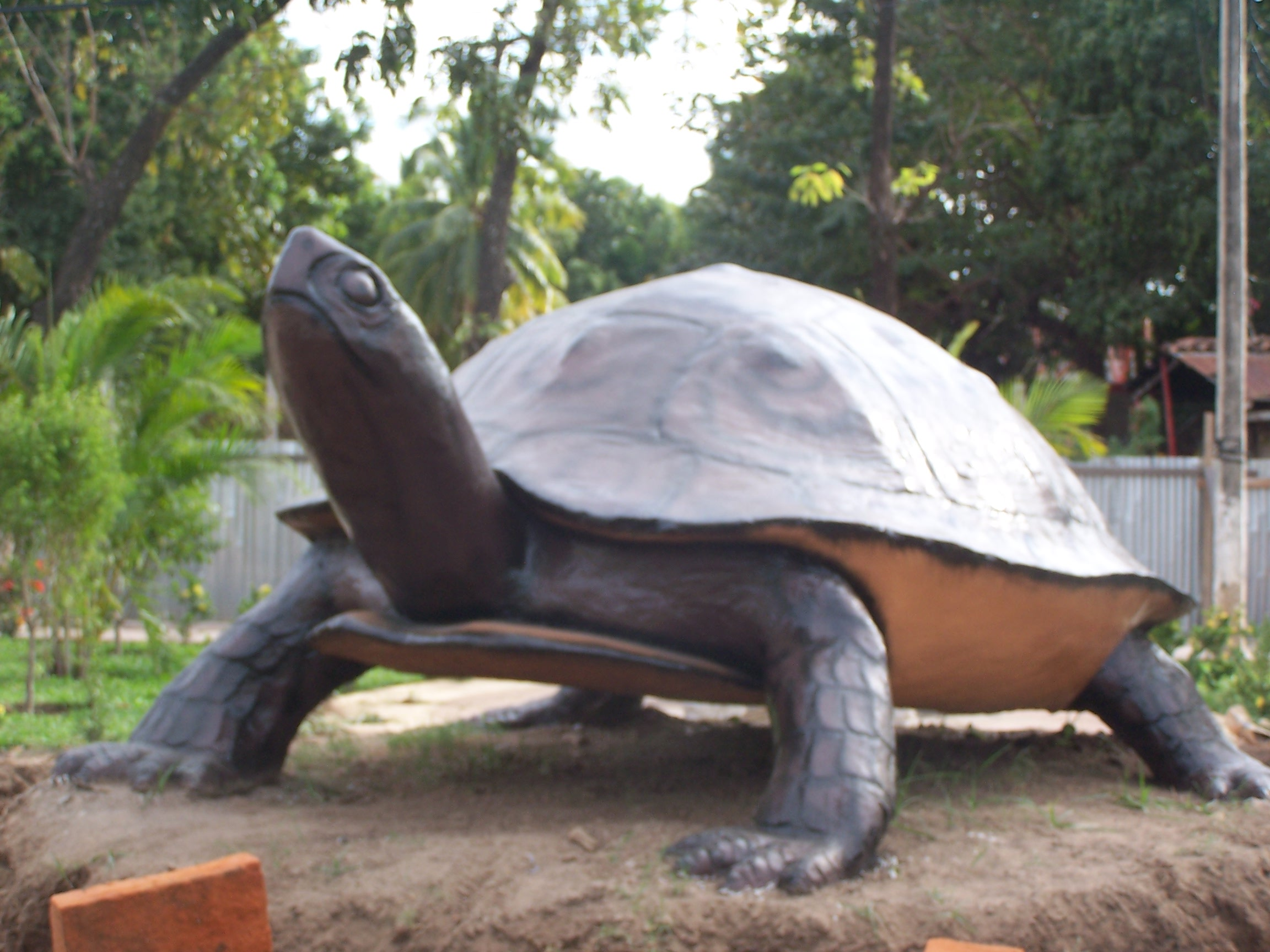
聖洛倫索的石龟

聖洛倫索是洪都拉斯山谷省負責管轄的一个自治市。位於該國南部，濒临太平洋岸的丰塞卡湾，是洪都拉斯在太平洋沿岸最大的海港。距離首都特古西加爾巴60英里，面積234平方公里，海拔高度4米，2001年人口28,586。
圣洛伦索也是洪都拉斯權宜船旗主要的船籍港。

## 外部連結
- San Lorenzo Website